# Max Muncy
Maxwell Steven Muncy (né le 25 août 1990 à Midland, Texas, États-Unis) est un joueur de premier but et de troisième but des Dodgers de Los Angeles de la Ligue majeure de baseball.

## Carrière
Joueur à l'école secondaire de Keller (Texas), Max Muncy est repêché par les Indians de Cleveland au 41e tour de sélection en 2009 mais il choisit de rejoindre les Bears de l'université Baylor puis de signer son premier contrat professionnel avec les Athletics d'Oakland, qui le repêchent au 5e tour en 2012. Dans les ligues mineures, sa position habituelle est le premier but mais il acquiert aussi de l'expérience au troisième coussin.
Promu au niveau Triple-A des ligues mineures chez les Nashville Sounds pour amorcer la saison 2015, Muncy est rapidement promu dans les majeures par les A's d'Oakland afin de remplacer Ben Zobrist, placé sur la liste des joueurs blessés. Il joue son premier match dans le baseball majeur au troisième but contre les Astros de Houston le 25 avril 2015. À ce premier match, il réussit contre le lanceur Scott Feldman son premier coup sûr.